# Кантон Граубинден
Кантон Граубинден/Грижун/Гриђони (скраћеница GR, романш Chantun Grischun, итал. Cantone dei Grigioni) је кантон у источном делу Швајцарске. Главни град и највеће насеље кантона је град Хур.

## Природне одлике
Кантон Граубинден је смештен у источном делу Швајцарске и граничи се са Лихтенштајном, Аустријом и Италијом и суседним швајцарским кантонима (Тићино, Ури, Гларус, Сент Гален). Површина Граубиндена је 7.105 km² (17,2% површине Швајцарске) и то је по пворшини највећи кантон у држави. Такође, то је најмање и најрјеђе насељен швајцарски кантон.
Граубинден се налази у високим Алпима, од којих је главна маса у средишњем делу кантона названа Граубинденским Алпима. На западу кантона су Гларуски Алпи. Највиши врх је Пик Бернина на 4.049 метара. Сам кантон спада у највише области Европе, а овде је смештен и највиши град у Европи, монденски Санкт Мориц (на 1.850 м н. в.). Кроз њега протичу реке Ин и Рајна, а ове велике реке овде истичу и теку горњим делом тока. Долине ових река су „жиле-куцавице“ кантона и ту је сконцетрисано становништво и привреда.

## Историја
Подручје данашњег кантона Граубинден у средњем веку било је под влашћу Епископа из Хура. 1497. г. подручје је припојено старој Швајцарској конфедерацији, али је тек 1803. г. образован данашњи кантон.

## Окрузи
1. Албула - седиште Тијефенкастел,
2. Бернина - седиште Поскјаво,
3. Имбоден - седиште Домат/Емс,
4. Ин - седиште Скуол,
5. Ландкварт - седиште Игис,
6. Малоја - седиште Самедан,
7. Мојеза - седиште Ровередо,
8. Плесур - седиште Хур,
9. Прекорајнски округ - седиште Тузис,
10. Претигау - седиште Давос,
11. Сурселва - седиште Иланц.

## Становништво и насеља
Кантон Граубинден је имао 190.459 становника 2008. г.
Језици: У кантону Граубинден се говоре три језика (јединствен по овоме у Швајцарској), који су сви званични:
- немачки језик - 68% - претежан језик у кантону и матерњи за северни и средишњи део кантона;
- реторомански језик (или Романш) - 15% - матерњи за источни и западни део кантона, али данас у опадању и сведен махом на старије становништво и мања и забита насеља и долине;
- италијански језик - 10% - матерњи за јужни део кантона, тачније за три раздвојене долине у сливу реке По (тзв. Италијански Граубинден);

Вероисповест: За разлику од матерњег језика, по вероисповести је становништво је хомогено - римокатоличко. Верске мањине су малобројне и ограничене на скорашње досељенике.
Највећи градови су:
- Хур, 33.000 ст. - главни град кантона
- Давос, 11.000 становника.
- Игис, 7.000 становника.
- Домат/Емс, 7.000 становника.
- Санкт Мориц, 5.000 становника.

## Привреда
Привреда кантона се заснива на сточарству, шумарству и туризму (Давос, Санкт Мориц, Клостер). У околини Хура производи се вино, асам град је и индустријско средиште.

## Галерија слика
- Седиште кантона, град Хур
- Типично селу у Граубиндену
- Долина у близини Санкт Морица
- Тзв. „Глечерски експрес“ на путу кроз кантон